# Kill Em with Kindness
Kill Em with Kindness is een nummer van de Amerikaanse zangeres Selena Gomez uit 2016. Het is de vierde en laatste single van haar tweede studioalbum Revival.
"Kill Em with Kindness" gaat over omgaan met critici en hoogmoed. Het nummer bestormde wereldwijd de hitlijsten. In de Amerikaanse Billboard Hot 100 bereikte het een bescheiden 39e positie. Ook in het Nederlandse taalgebied werd het nummer een klein hitje; met in Nederland een 2e positie in de Tipparade, en in Vlaanderen een 20e positie in de Tipparade.